# Banghaasia
Banghaasia é um gênero de mariposa pertencente à família Acrolepiidae.